# San Juan Carrizal 1ra. Sección
San Juan Carrizal 1ra. Sección är en ort i Mexiko.   Den ligger i kommunen Tila och delstaten Chiapas, i den sydöstra delen av landet, 700 km öster om huvudstaden Mexico City. San Juan Carrizal 1ra. Sección ligger 980 meter över havet och antalet invånare är 247.
Terrängen runt San Juan Carrizal 1ra. Sección är kuperad åt sydost, men åt nordväst är den bergig. Terrängen runt San Juan Carrizal 1ra. Sección sluttar norrut. Runt San Juan Carrizal 1ra. Sección är det ganska tätbefolkat, med 67 invånare per kvadratkilometer. Närmaste större samhälle är Petalcingo, 14,1 km söder om San Juan Carrizal 1ra. Sección. I omgivningarna runt San Juan Carrizal 1ra. Sección växer i huvudsak städsegrön lövskog.